# Mexistenasellus coahuila
Mexistenasellus coahuila är en kräftdjursart som beskrevs av Cole och Minckley 1972. Mexistenasellus coahuila ingår i släktet Mexistenasellus och familjen Stenasellidae. IUCN kategoriserar arten globalt som starkt hotad. Inga underarter finns listade i Catalogue of Life.